# Тунгалагійн Менхтуяа
Тунгалагійн Менхтуяа (монг. Тунгалагийн Мөнхтуяа; нар. 29 серпня 1988, Тешиг, айман Булган, Монголія) — монгольська борчиня вільного стилю, дворазова бронзова призерка чемпіонатів світу, срібна призерка чемпіонату Азії.

## Життєпис
Боротьбою почала займатися з 2009 року. 
Виступала за борцівський клуб «Хангарт» Ердене. Тренер — Раднаабазар.

## Спортивні результати на міжнародних змаганнях

### Виступи на Чемпіонатах світу
| Змагання                        | Збірна   | Вагова категорія          | Місце  |
| ------------------------------- | -------- | ------------------------- | ------ |
| Чемпіонат світу з боротьби 2012 | Монголія | жіноча боротьба, до 59 кг | Бронза |
| Чемпіонат світу з боротьби 2013 | Монголія | жіноча боротьба, до 59 кг | Бронза |
| Чемпіонат світу з боротьби 2014 | Монголія | жіноча боротьба, до 58 кг | 8      |

### Виступи на Чемпіонатах Азії
| Змагання                       | Збірна   | Вагова категорія          | Місце  |
| ------------------------------ | -------- | ------------------------- | ------ |
| Чемпіонат Азії з боротьби 2013 | Монголія | жіноча боротьба, до 59 кг | Срібло |
| Чемпіонат Азії з боротьби 2015 | Монголія | жіноча боротьба, до 60 кг | 4      |

### Виступи на Кубках світу
| Змагання                    | Збірна   | Вагова категорія          | Місце |
| --------------------------- | -------- | ------------------------- | ----- |
| Кубок світу з боротьби 2012 | Монголія | жіноча боротьба, до 59 кг | 6     |
| Кубок світу з боротьби 2013 | Монголія | жіноча боротьба, до 59 кг | 5     |
| Кубок світу з боротьби 2014 | Монголія | жіноча боротьба, до 60 кг | 5     |

### Виступи на інших змаганнях
| Змагання                                       | Збірна   | Вагова категорія          | Місце  |
| ---------------------------------------------- | -------- | ------------------------- | ------ |
| Klippan Lady Open 2011                         | Монголія | жіноча боротьба, до 67 кг | 6      |
| Відкритий кубок Монголії з боротьби 2012       | Монголія | жіноча боротьба, до 59 кг | Срібло |
| Золотий Гран-прі з боротьби 2012 (Красноярськ) | Монголія | жіноча боротьба, до 59 кг | Бронза |
| Відкритий кубок Монголії з боротьби 2013       | Монголія | жіноча боротьба, до 59 кг | Золото |
| Літня Універсіада 2013                         | Монголія | жіноча боротьба, до 59 кг | 9      |
| Золотий Гран-прі з боротьби 2013 (Баку)        | Монголія | жіноча боротьба, до 59 кг | Срібло |
| Гран-прі «Іван Яригін» 2014                    | Монголія | жіноча боротьба, до 60 кг | 8      |
| Золотий Гран-прі з боротьби 2014 (Баку)        | Монголія | жіноча боротьба, до 58 кг | 7      |
| Відкритий чемпіонат Польщі з боротьби 2014     | Монголія | жіноча боротьба, до 58 кг | 11     |
| Гран-прі «Іван Яригін» 2015                    | Монголія | жіноча боротьба, до 60 кг | 8      |
| Відкритий кубок Монголії з боротьби 2015       | Монголія | жіноча боротьба, до 60 кг | Золото |